# Nulka

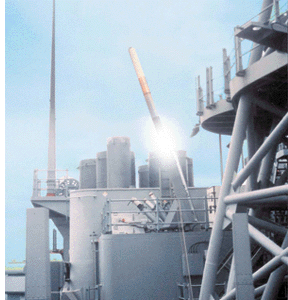
Testschuss der Nulka

Bei Nulka handelt es sich um eine Täuschkörper-Generation zur Elektronischen Kampfführung. Die offizielle Bezeichnung der US Navy für das Gesamtsystem ist Mk 53 – Decoy Launching System (Nulka) oder Mk 53 DLS.
Es wird von dem britischen Konzern BAE Systems produziert und wurde in einem Gemeinschaftsprojekt von den Vereinigten Staaten und Australien entwickelt. Nulka bedeutet in der Sprache der Aborigines „sei schnell“.

## Technik
Der Flugkörper wird aus einem erweiterten und modifizierten SRBOC-Starter verschossen. Dafür wird der Mk 137 Mod 2-Täuschkörperwerfer des letzten Entwicklungsstandes des SRBOC – der Mk 36 Mod 12 – um zwei Nulka-Werfer erweitert. Hinzu kommen je Werfer eine Mk 178 Mod 1-Prozessorstromversorgung und pro Schiff ein zentraler Mk 24 Mod 2 Decoy Launch Prozessor. Dies vereinfacht die Integration des Nulka-Systems deutlich, da die SRBOC-Werfer weit verbreitet sind.
Der eigentliche Täuschkörper trägt die Bezeichnung Mk 234 Mod 1. Er befindet sich in einem Container, besitzt ein Eigendiagnosesystem und ist allwettertauglich.

## Funktionsweise
Im Wesentlichen handelt es sich bei Nulka-Täuschkörper um einen Köder, der seine eigene Radarsignatur mit einem speziellen System aktiv vergrößert, um so radargelenkte Seezielflugkörper wie beispielsweise die AGM-84 Harpoon oder Exocet von den eigenen Schiffen abzulenken. Ein besonderes Merkmal des Systems ist die Flugkontrolle. Der rohrförmige Flugkörper schwebt durch einen präzise gesteuerten Feststoffmotor mit Schubvektorsteuerung nur wenige Meter über der Wasseroberfläche und kann auch vorprogrammierte Flugmanöver ausführen, welche auf die Art der Bedrohung abgestimmt werden. Das gesamte System arbeitet vollautomatisch und benötigt nur wenige Daten von der Abschussplattform, so dass die Reaktionszeiten sehr niedrig ausfallen.

## Plattformen und Verbreitung
Bis zum Juli 2006 wurden in das gesamte Programm insgesamt 400 Mio. US-Dollar investiert. Im November 2008 wurde an Bord der Higgins das 100ste Nulka-System der US Navy installiert. Insgesamt wurden bis zu diesem Zeitpunkt rund 800 Täuschkörper an die beteiligten Staaten ausgeliefert. Aktuell (September 2009) erwägt die US Navy auch ihre Flugzeugträger der Nimitz-Klasse mit dem Nulka-System auszurüsten.
- Spruance-Klasse
- Arleigh-Burke-Klasse
- Ticonderoga-Klasse
- Oliver-Hazard-Perry-Klasse
- Whidbey-Island-Klasse
- San-Antonio-Klasse
- Zumwalt-Klasse
- ANZAC-Klasse
- Adelaide-Klasse